# Список кратерів на Місяці, Є
| А Б В Г Д Е Є Ж З І Й К Л М Н О П Р С Т У Ф Х Ц Ч Ш Ю Я |

| Кратер    | Латинська назва | Діаметр, км | Епонім                        | Рік затвердження МАС |
| --------- | --------------- | ----------- | ----------------------------- | -------------------- |
| Євдокимов | Evdokimov       | 49          | Микола Євдокимов (1868–1940)  | 1970                 |
| Єрик      | Jerik           | 0,63        | Скандинавське чоловіче ім'я   | 1976                 |
| Єркс      | Yerkes          | 35          | Чарлз Тайсон Єркс (1837—1905) | 1935                 |